# James Moore (voetballer)
James Moore (Felling, 1 september 1891 – december 1972) was een Engels voetballer en voetbaltrainer. Hij kwam tijdens zijn spelersloopbaan onder meer uit voor Barnsley en Southampton. Hierna was Moore trainer in Nederland bij NAC, Enschedese Boys en HRC.